# Championnat panaméricain masculin de handball 2002
Navigation
Brésil 2000 Chili 2004
Le championnat panaméricain masculin de handball 2002 est la 10e édition de la compétition. Il se déroule  du 10 au 14 juillet 2002 en Argentine.
L'Argentine s'impose en finale face au Brésil et remporte son deuxième titre de champion. Ces deux équipes ainsi que le Groenland, troisième, sont qualifiés pour le Championnat du monde 2003.

## Qualification
| Motif de qualification                               | Places | Qualifiés                              |
| ---------------------------------------------------- | ------ | -------------------------------------- |
| Pays organisateur                                    | 1      | Argentine                              |
| Championnat d'Amérique du Nord 2002                  | 2      | États-Unis, Groenland                  |
| Championnat d'Amérique centrale et des Caraïbes 2002 | 3 1    | Cuba, République dominicaine, Colombie |
| Championnat d'Amérique du Sud 2001                   | 3      | Brésil, Argentine, Chili               |
| Nations invitées en remplacement                     | 2      | Mexique, Paraguay                      |

## Phase de groupes

### Groupe A
|   | Équipe    | Pts | J | G | N | P | Bp | Bc | Diff |
| - | --------- | --- | - | - | - | - | -- | -- | ---- |
| 1 | Argentine | 6   | 3 | 3 | 0 | 0 | 89 | 30 | 59   |
| 2 | Brésil    | 4   | 3 | 2 | 0 | 1 | 97 | 43 | 54   |
| 3 | Colombie  | 2   | 3 | 1 | 0 | 2 | 39 | 93 | -54  |
| 4 | Mexique   | 0   | 3 | 0 | 0 | 3 | 34 | 93 | -59  |

| 10 juillet 18h30 | Brésil | 42 – 10 | Mexique |  |
| 10 juillet 18h30 | (16–4) |         |         |  |

| 10 juillet 21h00 | Argentine | 36 – 8 | Colombie |  |
| 10 juillet 21h00 | (16–4)    |        |          |  |

| 11 juillet 19h00 | Brésil | 40 – 12 | Colombie |  |
| 11 juillet 19h00 | (17–6) |         |          |  |

| 11 juillet 21h00 | Argentine | 32 – 7 | Mexique |  |
| 11 juillet 21h00 | (16–4)    |        |         |  |

| 12 juillet 15h00 | Colombie | 19 – 17 | Mexique |  |
| 12 juillet 15h00 | (14–10)  |         |         |  |

| 12 juillet 21h00 | Argentine | 21 – 15 | Brésil |  |
| 12 juillet 21h00 | (12–7)    |         |        |  |

### Groupe B
|   | Équipe     | Pts | J | G | N | P | Bp | Bc | Diff |
| - | ---------- | --- | - | - | - | - | -- | -- | ---- |
| 1 | Groenland  | 6   | 3 | 3 | 0 | 0 | 79 | 51 | 28   |
| 2 | États-Unis | 4   | 3 | 2 | 0 | 1 | 79 | 64 | 15   |
| 3 | Chili      | 2   | 3 | 1 | 0 | 2 | 57 | 72 | -15  |
| 4 | Paraguay   | 0   | 3 | 0 | 0 | 3 | 62 | 90 | -28  |

| 10 juillet 14h30 | Chili  | 25 – 23 | Paraguay |  |
| 10 juillet 14h30 | (11–8) |         |          |  |

| 10 juillet 16h30 | Groenland | 24 – 20 | États-Unis |  |
| 10 juillet 16h30 | (13–11)   |         |            |  |

| 11 juillet 15h00 | États-Unis | 24 – 16 | Chili |  |
| 11 juillet 15h00 | (12–8)     |         |       |  |

| 11 juillet 17h00 | Groenland | 30 – 15 | Paraguay |  |
| 11 juillet 17h00 | (15–9)    |         |          |  |

| 12 juillet 17h00 | Groenland | 25 – 16 | Chili |  |
| 12 juillet 17h00 | (15–5)    |         |       |  |

| 12 juillet 19h00 | États-Unis | 35 – 24 | Paraguay |  |
| 12 juillet 19h00 | (13–15)    |         |          |  |

## Matchs de classement
|  | Demi-finales de classement | Demi-finales de classement |                |    | Cinquième place | Cinquième place |
|  | Demi-finales de classement | Demi-finales de classement |                |    | Cinquième place | Cinquième place |
|  |                            |                            |                |    |                 |                 |
|  | 13 juillet                 | 13 juillet                 |                |    | 14 juillet      | 14 juillet      |
|  | 13 juillet                 | 13 juillet                 |                |    | 14 juillet      | 14 juillet      |
|  | Colombie                   | 22                         |                |    | 14 juillet      | 14 juillet      |
|  | Colombie                   | 22                         |                |    | 14 juillet      | 14 juillet      |
|  | Paraguay                   | 32                         |                |    | 14 juillet      | 14 juillet      |
|  | Paraguay                   | 32                         | Paraguay       | 20 |                 |                 |
|  | 13 juillet                 |                            | Paraguay       | 20 |                 |                 |
|  |                            | ' Chili                    | 24             |    |                 |                 |
|  | Chili                      | ' Chili                    | 24             | 28 |                 |                 |
|  | Chili                      |                            |                | 28 |                 |                 |
|  | Mexique                    | 25                         |                |    |                 |                 |
|  | Mexique                    | 25                         | Septième place |    |                 |                 |
|  |                            |                            |                |    |                 |                 |
|  | 14 juillet                 |                            |                |    |                 |                 |
|  |                            |                            |                |    |                 |                 |
|  | Colombie                   | 20                         |                |    |                 |                 |
|  | Colombie                   | 20                         |                |    |                 |                 |
|  | Mexique                    | 23                         |                |    |                 |                 |
|  | Mexique                    | 23                         |                |    |                 |                 |

### Demi-finales de classement
| 13 juillet 14h00 | Paraguay | 32 – 22 | Colombie |  |
| 13 juillet 14h00 | (16–9)   |         |          |  |

| 13 juillet 16h00 | Chili  | 28 – 25 | Mexique |  |
| 13 juillet 16h00 | (11–9) |         |         |  |

### Match pour la7eplace
| 14 juillet 13h00 | Mexique | 23 – 20 | Colombie |  |
| 14 juillet 13h00 | (9–12)  |         |          |  |

### Match pour la5eplace
| 14 juillet 15h00 | Chili   | 24 – 20 | Paraguay |  |
| 14 juillet 15h00 | (12–10) |         |          |  |

## Phase finale
|  | Demi-finales | Demi-finales |                        |    | Finale     | Finale     |
|  | Demi-finales | Demi-finales |                        |    | Finale     | Finale     |
|  |              |              |                        |    |            |            |
|  | 13 juillet   | 13 juillet   |                        |    | 14 juillet | 14 juillet |
|  | 13 juillet   | 13 juillet   |                        |    | 14 juillet | 14 juillet |
|  | Argentine    | 28           |                        |    | 14 juillet | 14 juillet |
|  | Argentine    | 28           |                        |    | 14 juillet | 14 juillet |
|  | États-Unis   | 19           |                        |    | 14 juillet | 14 juillet |
|  | États-Unis   | 19           | Argentine              | 22 |            |            |
|  | 13 juillet   |              | Argentine              | 22 |            |            |
|  |              | Brésil       | 21                     |    |            |            |
|  | Groenland    | Brésil       | 21                     | 21 |            |            |
|  | Groenland    |              |                        | 21 |            |            |
|  | Brésil       | 25           |                        |    |            |            |
|  | Brésil       | 25           | Match pour la 3e place |    |            |            |
|  |              |              |                        |    |            |            |
|  | 14 juillet   |              |                        |    |            |            |
|  |              |              |                        |    |            |            |
|  | États-Unis   | 7            |                        |    |            |            |
|  | États-Unis   | 7            |                        |    |            |            |
|  | Groenland    | 27           |                        |    |            |            |
|  | Groenland    | 27           |                        |    |            |            |

### Demi-finales
| 13 juillet 18h00 | Brésil | 25 – 21 | Groenland |  |
| 13 juillet 18h00 | (11–5) |         |           |  |

| 13 juillet 20h00 | Argentine | 28 – 19 | États-Unis |  |
| 13 juillet 20h00 | (15–11)   |         |            |  |

### Match pour la3eplace
| 14 juillet 17h00 | Groenland | 27 – 7 | États-Unis |  |
| 14 juillet 17h00 | (11–2)    |        |            |  |

### Finale
| 14 juillet 19h00 | Argentine | 22 – 21 | Brésil |  |
| 14 juillet 19h00 | (9–11)    |         |        |  |

## Classement final
| Rang                         | Équipe     |
| ---------------------------- | ---------- |
| Médaille d'or, Amérique      | Argentine  |
| Médaille d'argent, Amérique  | Brésil     |
| Médaille de bronze, Amérique | Groenland  |
| 4e                           | États-Unis |
| 5e                           | Chili      |
| 6e                           | Paraguay   |
| 7e                           | Mexique    |
| 8e                           | Colombie   |

L'Argentine, le Brésil et le Groenland sont qualifiés pour le Championnat du monde 2003.